# Campeonato Mundial de Patinaje de Velocidad sobre Hielo de 2016
El CX Campeonato Mundial de Patinaje de Velocidad sobre Hielo se celebró en Berlín (Alemania) del 5 al 6 de marzo de 2016 bajo la organización de la Unión Internacional de Patinaje sobre Hielo (ISU) y la Federación  de Patinaje sobre Hielo.
Las competiciones se realizaron en la pista de hielo del Sportforum de la capital alemana. 

## Resultados

### Masculino
| Evento                        | Oro                                       | Plata                                          | Bronce                                        |
| ----------------------------- | ----------------------------------------- | ---------------------------------------------- | --------------------------------------------- |
| 500 m (05.03)                 | Denis Yuskov · Rusia · 35,84 s            | Håvard Bøkko · Noruega · 36,18 s               | Konrad Niedźwiedzki · Polonia · 36,24 s       |
| 1500 m (06.03)                | Sverre Lunde Pedersen · Noruega · 1:46,24 | Konrad Niedźwiedzki · Polonia · 1:46,84        | Sven Kramer · Países Bajos · 1:47,05          |
| 5000 m (05.03)                | Sven Kramer · Países Bajos · 6:14,13      | Sverre Lunde Pedersen · Noruega · 6:16,89      | Jan Blokhuijsen · Países Bajos · 6:17,80      |
| 10 000 m (06.03)              | Sven Kramer · Países Bajos · 13:07,19     | Jan Blokhuijsen · Países Bajos · 13:10,92      | Sverre Lunde Pedersen · Noruega · 13:11,83    |
| Clasificación general (06.03) | Sven Kramer · Países Bajos · 148,995 pts. | Sverre Lunde Pedersen · Noruega · 149,483 pts. | Jan Blokhuijsen · Países Bajos · 149,672 pts. |

### Femenino
| Evento                        | Oro                                                | Plata                                         | Bronce                                           |
| ----------------------------- | -------------------------------------------------- | --------------------------------------------- | ------------------------------------------------ |
| 500 m (05.03)                 | Miho Takagi Japón 38,93 s                          | Misaki Oshigiri Japón 38,95 s                 | Ayaka Kikuchi Japón 39,34 s                      |
| 1500 m (06.03)                | Ireen Wüst · Países Bajos · 1:54,83                | Martina Sáblíková · República Checa · 1:55,44 | Linda de Vries · Países Bajos · 1:57,04          |
| 3000 m (05.03)                | Martina Sáblíková · República Checa · 3:58,11      | Ireen Wüst · Países Bajos · 3:59,43           | Antoinette de Jong · Países Bajos · 4:02,88      |
| 5000 m (06.03)                | Martina Sáblíková · República Checa · 6:52,57      | Ireen Wüst · Países Bajos · 7:01,41           | Antoinette de Jong · Países Bajos · 7:04,04      |
| Clasificación general (06.03) | Martina Sáblíková · República Checa · 159,042 pts. | Ireen Wüst · Países Bajos · 159,732 pts.      | Antoinette de Jong · Países Bajos · 161,380 pts. |

## Medallero
- Solo se otorgan medallas en la clasificación general.

| Núm. | País            | Oro | Plata | Bronce | Total |
| ---- | --------------- | --- | ----- | ------ | ----- |
| 1    | Países Bajos    | 1   | 1     | 2      | 4     |
| 2    | República Checa | 1   | 0     | 0      | 1     |
| 3    | Noruega         | 0   | 1     | 0      | 1     |
|      | TOTAL           | 2   | 2     | 2      | 6     |